# Bodianus scrofa
Bodianus scrofa (Valenciennes, 1839), conhecido pelo nome comum de peixe-cão, é uma espécie de peixe perciforme da família Labridae. A espécie tem como distribuição natural os recifes das regiões subtropicais da margem leste do Oceano Atlântico, incluindo os arquipélagos da Macaronésia.

## Descrição
Os machos podem alcançar os 43 cm de comprimento total, mas em geral não ultrapassam os 30 cm.
A espécie tem como distribuição natural os recifes das regiões subtropicais, ocorrendo em profundidades compreendidas entre 20 e 200 m.
Tem distribuição natural na parte leste do Oceano Atlântico central, nos Açores, Madeira, Canárias e Cabo Verde.